# Parc national naturel de Tatamá
Le parc national naturel de Tatamá est un parc national situé dans les départements de Chocó, Risaralda et Valle del Cauca, en Colombie.